# 2006 WG206
2006 WG206 est un objet transneptunien faisant partie des objets épars. 

## Caractéristiques
2006 WG206 mesure environ 155 km de diamètre.